# مبراک
ال مبراک یک منطقهٔ مسکونی در اردن است که در استان عمان واقع شده‌است.